# أبنائي الأعزاء.. شكرا (مسلسل)
أبنائي الأعزاء. شُكرًا مسلسل اجتماعي مصري، عُرف بين الناس باسم بابا عبده، يُذكر أن أشهر أدوار مدبولي تقمصه شخصية بابا عبده في هذا المسلسل الذي أنتج عام 1979.

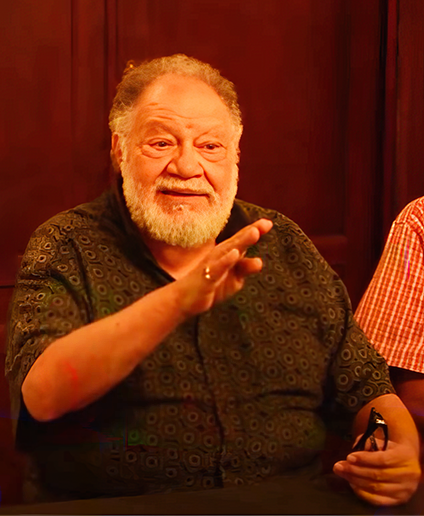
يحيى الفخراني في دور رأفت الابن الأكبر

## الممثلين
| - عبد المنعم مدبولي:بابا عبده - يحيي الفخراني:رأفت -الابن الأكبر - زيزي مصطفى نصر: بدرية -زوجة رأفت - مريم الحسينى: فاتن بنت رأفت - صلاح السعدني:عاطف -الابن الأوسط - فاطمة مظهر: إيناس -زوجة عاطف - وليد يحيي: عمرو بن عاطف - فاروق الفيشاوي:ماجد -الابن الاصغر - مشيرة إسماعيل: سوزي -زوجة ماجد - آثار الحكيم:عفاف -الأبنة الصغرى - محمود الجندي:محمود -ابن العم - فردوس عبد الحميد: صفاء - أسامة عباس:م. رأفت مدير الشركة | - حسن حسني:فتحي سكرتير الشركة - سناء ماهر:نجوى زميلة صفاء - عبد الوهاب خليل:خضير فراش الشركة - عبد الوارث عسر:الحاج عبد الفضيل - رشوان توفيق: حمدي زوج صفاء - صبرى عبد العزيز:رئيس شركة عاطف - أنور عبد المنعم - عبد الهادي أنور - عثمان محمد علي:طبيب بابا عبده - أحمد أبو عبية:رئيس شركة الأدوية - سيد عزمي:فكري زميل سعاد - ممدوح وافي:رؤوف صديق ماجد - رافت راجي:ضابط الشرطة | - فخرى عازر:غفير المشروع - كوثر رمزى - إبراهيم حسنين - حسين الحلواني - فيروز محمد أحمد - مهدى عباس - عمرو سهم - سحر كامل - عواطف تكلا - أنور عبد العزيز:وكيل النيابة - حسن عابدين:فرج وهدان أبو محمود - عبد الله فرغلي:محامي بابا عبده |

## فريق العمل
- قصة : عبد الله فرغلي
- سيناريو: عصام الجمبلاطي
- إخراج: محمد فاضل (مخرج)